# Das Böse unter der Sonne (2001)
Das Böse unter der Sonne (Originaltitel: Evil under the Sun) ist eine englische Langfolge der achten Staffel der Fernsehserie Agatha Christie’s Poirot aus dem Jahr 2001 von Brian Farnham. Hierbei handelt es sich um die zweite Verfilmung des Romans Das Böse unter der Sonne von Agatha Christie aus dem Jahr 1941. Die Hauptrolle des Hercule Poirot spielte David Suchet.

## Handlung
Hercule Poirot urlaubt mit seinem Freund Hastings auf der Gezeiteninsel Burgh Island in Devon. Dort wird er in einen Mord verwickelt, und er erkennt erst spät, dass er einer perfekten Inszenierung zum Opfer fällt.
Die Schauspielerin Arlena Marshall wird am Strand erdrosselt aufgefunden. Unter der Schar der illustren Hotelgäste hätte eigentlich jeder ein Motiv gehabt, den Mord an der unbeliebten und spitzzüngigen Arlena zu begehen. Poirot geht jedem Verdacht mit pedantischer Verbissenheit nach und löst den Fall mit der ihm eigenen Raffinesse.

## Hintergrund
Der Film wurde auf Burgh Island, Devon, gedreht, wo Agatha Christie den Roman auch schrieb.

Das Bibelzitat (Lutherbibel 1912): „Das ist ein böses Ding unter allem, was unter der Sonne geschieht, daß es einem geht wie dem andern; daher auch das Herz der Menschen voll Arges wird, und Torheit ist in ihrem Herzen, dieweil sie leben; darnach müssen sie sterben“, wurde vom ehemaligen Pastor verwendet.

Die deutsche Erstausgabe wurde 1945 unter dem Titel Rätsel um Arlena in der Übersetzung von Ursula von Wiese im Scherz Verlag veröffentlicht. 
Die erste Verfilmung präsentierte Sir Peter Ustinov in der Hauptrolle des Hercule Poirot. 

## Belege
1. ↑   Freigabebescheinigung für Das Böse unter der Sonne. Freiwillige Selbstkontrolle der Filmwirtschaft, Juni 2011 (PDF; Prüfnummer: 128 142 V).